# Les Bagnards de Botany Bay
Pour plus de détails, voir Fiche technique et Distribution.
Les Bagnards de Botany Bay (titre original : Botany Bay) est un film américain réalisé par John Farrow, sorti en 1952.

## Synopsis
A bord d'un navire chargé de condamnés à la déportation en Australie le capitaine est brutal et injuste.

## Fiche technique
- Titre : Les Bagnards de Botany Bay
- Titre original : Botany Bay
- Réalisation :	John Farrow
- Scénario : Jonathan Latimer d'après le roman de Charles Nordhoff et James Norman Hall
- Photographie : John F. Seitz
- Montage : Alma Macrorie
- Musique : Franz Waxman
- Direction artistique : J. McMillan Johnson, Hal Pereira
- Décors : Sam Comer, Ross Dowd
- Costumes : Yvonne Wood
- Son :	John Cope, Hugo Grenzbach
- Producteur :	Joseph Sistrom
- Société de production : Paramount Pictures
- Société de distribution : Paramount Pictures
- Pays d'origine :  États-Unis
- Langue : Anglais
- Format : Couleurs (Technicolor) — 35 mm — 1,37:1 — Son : Mono (Western Electric Recording)
- Genre : Film dramatique , Film d'aventure
- Durée : 93 minutes
- Dates de sortie : 
  - Royaume-Uni : 26 décembre 1952
  - Australie : 10 avril 1953
  - États-Unis : 7 octobre 1953
  - France : 11 juin 1954
- Affiche : Boris Grinsson (France)

## Distribution
- Alan Ladd (VF : Maurice Dorléac) : Hugh Tallant
- James Mason (VF : Ulric Guttinger) : Capt. Paul Gilbert
- Patricia Medina (VF : Renée Simonot) : Sally Munroe
- Cedric Hardwicke (VF : Jean Mauclair) : Gov. Phillips
- Murray Matheson (VF : Abel Jacquin) : Rev. Mortimer Thynne
- Dorothy Patten (VF : Henriette Marion) : Mrs. Nellie Garth
- John Hardy : Nat Garth
- Hugh Pryse : Ned Inching
- Malcolm Lee Beggs (VF : Stéphane Audel) : Nick Sabb
- Anita Sharp-Bolster (VF : Marie Francey) : Moll Cudlip
- Jonathan Harris (VF : Raymond Destac) : Tom Oakly
- Alec Harford (VF : Jean Gournac) : gardien de brigade Jenkins
- Noel Drayton (VF : Richard Francœur) : le capitaine en second Spencer
- Tudor Owen (VF : Jean-Henri Chambois) : le gouverneur de la prison de Newgate
- Skelton Knaggs : le détenu de la prison de Newgate dessinant au mur
- Patrick Aherne (VF : Pierre Morin) : Bosun
- Sean McClory (VF : Pierre Leproux) : le sergent de la Charlotte blessé
- Brandon Toomey : un Garde
- Ben Wright : l'officier de pont Green
- Gilchrist Stuart : un Marin
- Kenneth Hunter : Middleton